# Quadraceps obscurus
Quadraceps obscurus är en insektsart som först beskrevs av Hermann Burmeister 1838.  Quadraceps obscurus ingår i släktet Quadraceps, och familjen fjäderlöss. Arten är reproducerande i Sverige.